# Ośrodek Zapasowy Broni Pancernej
Ośrodek Zapasowy Broni Pancernej – zapasowa jednostka pancerna Polskich Sił Zbrojnych.

## Formowanie
Po przybyciu 2 Korpusu Polskiego do Włoch dowodzący nim generał dywizji Władysław Anders zarządził reorganizację jednostek szkolnych i uzupełniających broni pancernej. Nowa struktura została zatwierdzona rozkazem z 15 kwietnia 1944 (nr dziennika 1629/Tj/SD/44). Na jego mocy z 7 Dywizji Zapasowej i Centrum Wyszkolenia Armii wydzielono Batalion Zapasowy Czołgów, 7 Szwadron Rozpoznawczy i Ośrodek Wyszkolenia Broni Pancernej, tworzące Ośrodek Zapasowy Broni Pancernej.
Nowo utworzony OPZB przyporządkowano (jako Polish Wing) do brytyjskiego Armoured Reinforcement Regiment, któremu podlegał w sprawach wyszkolenia i administracji ogólnej. W sprawach personalnych i dyscyplinarnych podlegał dowódcy Wysuniętej Bazy. Na miejsce formowania ośrodka wyznaczono miejscowość Guardia Lombardi. Dowódcą ośrodka został mianowany ppłk Stanisław Szostak, a jego zastępcą mjr Leon Jankowski.
Wewnętrzna struktura Ośrodka:
- dowództwo Ośrodka Zapasowego
- szkolny szwadron pancerny

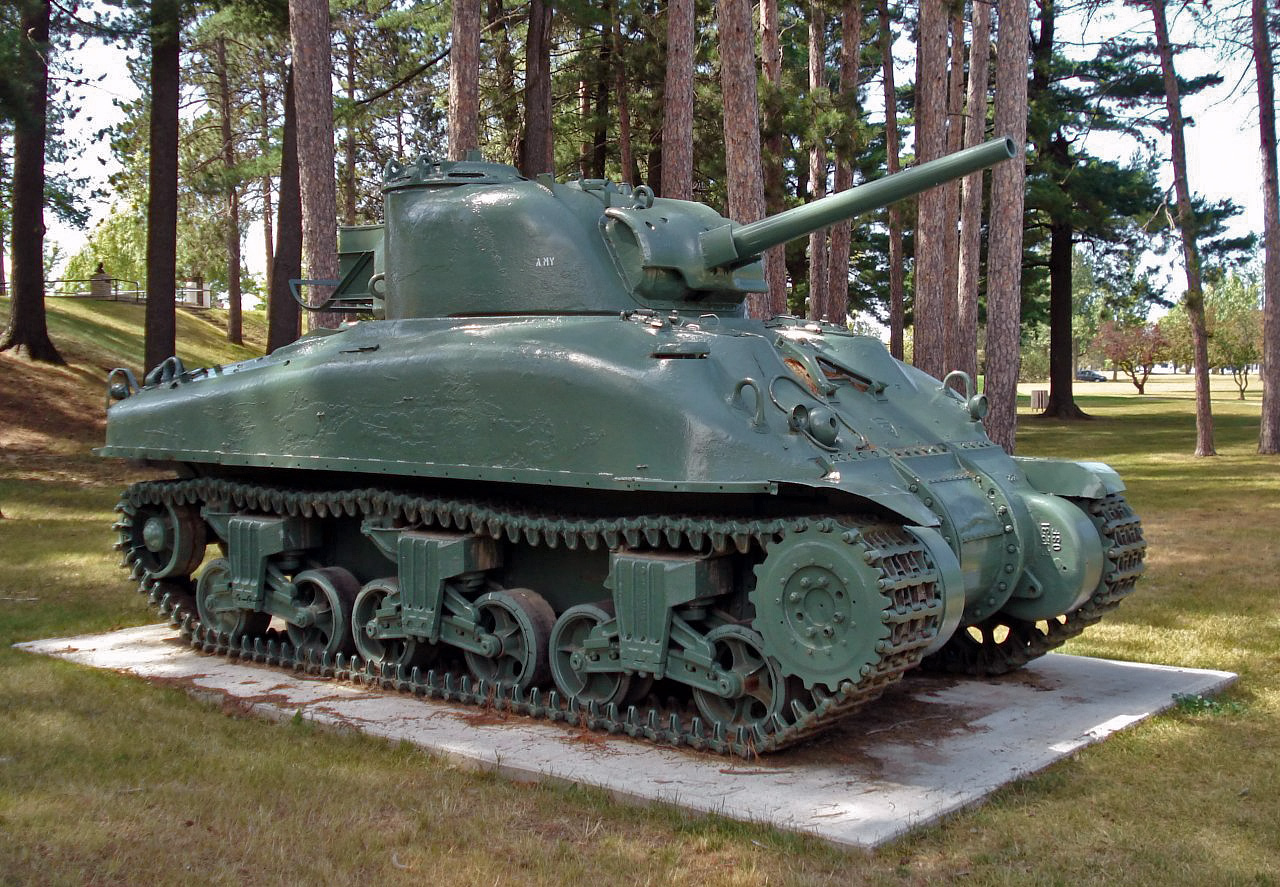
Czołg ośrodka – Sherman M4

- szkolny szwadron kawalerii pancernej

## Zadania szkoleniowe
Zadaniem ośrodka było przeszkolenie i utrzymywanie około: 400 szeregowych broni pancernej, 150 szeregowych kawalerii pancernej i pierwsze uzupełnienia dla dywizjonów 7 Pułku Artylerii Przeciwpancernej wyposażonych w pojazdy gąsienicowe.
Po bitwie o Monte Cassino ośrodek przekazał do jednostek walczących pierwsze uzupełnienie – 60 szeregowych. W lipcu 1944 do 2 Brygady Pancernej po walkach o Ankonę wysłano 14 oficerów i 120 szeregowych.

## Przeformowanie
W maju 1944 opracowany został etat "pułku zapasowego broni pancernej". W składzie pułku miało znaleźć się 47 oficerów i 200 szeregowych. Ośrodek Zapasowy Broni Pancernej przeorganizowano najpierw w pułk zapasowy, a następnie zmieniono jego nazwę na 7 Pułk Pancerny.

## Przekształcenia
Ośrodek Organizacyjny Broni Pancernej ↗ Batalion Zapasowy Czołgów (22.06. 1943 – 14.04.1944) → Ośrodek Zapasowy Broni Pancernej → 7 Pułk Pancerny (PSZ)